# Sandra Magnus
Sandra Hall Magnus (Belleville, 30 ottobre 1964) è un'ex astronauta statunitense.

## Biografia
Magnus è nata nell'Illinois, ha conseguito diplomi in fisica (1986) ed ingegneria elettronica (1990) presso l'Università del Missouri, successivamente ha preso il dottorato in scienza dei materiali presso l'Istituto di Tecnologia della Georgia nel 1996.
È stata selezionata come astronauta nel 1996 con la qualifica di specialista di missione e nell'ottobre del 2002 ha effettuato la sua prima missione spaziale sullo Shuttle (STS-112).
In seguito è stata selezionata come partecipante all'Expedition 18 sulla Stazione spaziale internazionale in qualità di ingegnere di volo, che ha raggiunto il 16 novembre 2008 a bordo dello Shuttle Endeavour nella missione STS-126. Ha vissuto a bordo della stazione fino alla missione successiva (STS-119) dello Shuttle Discovery, che ha trasportato il suo sostituto e l'ha riportata a terra. Nel luglio del 2011 ha partecipato alla missione conclusiva del programma Space Shuttle: STS-135. Si è ritirata dalla NASA nel 2012.
Dall'ottobre 2012 al gennaio 2018 è stata direttore esecutivo dell'American Institute of Aeronautics and Astronautics.

## Galleria d'immagini

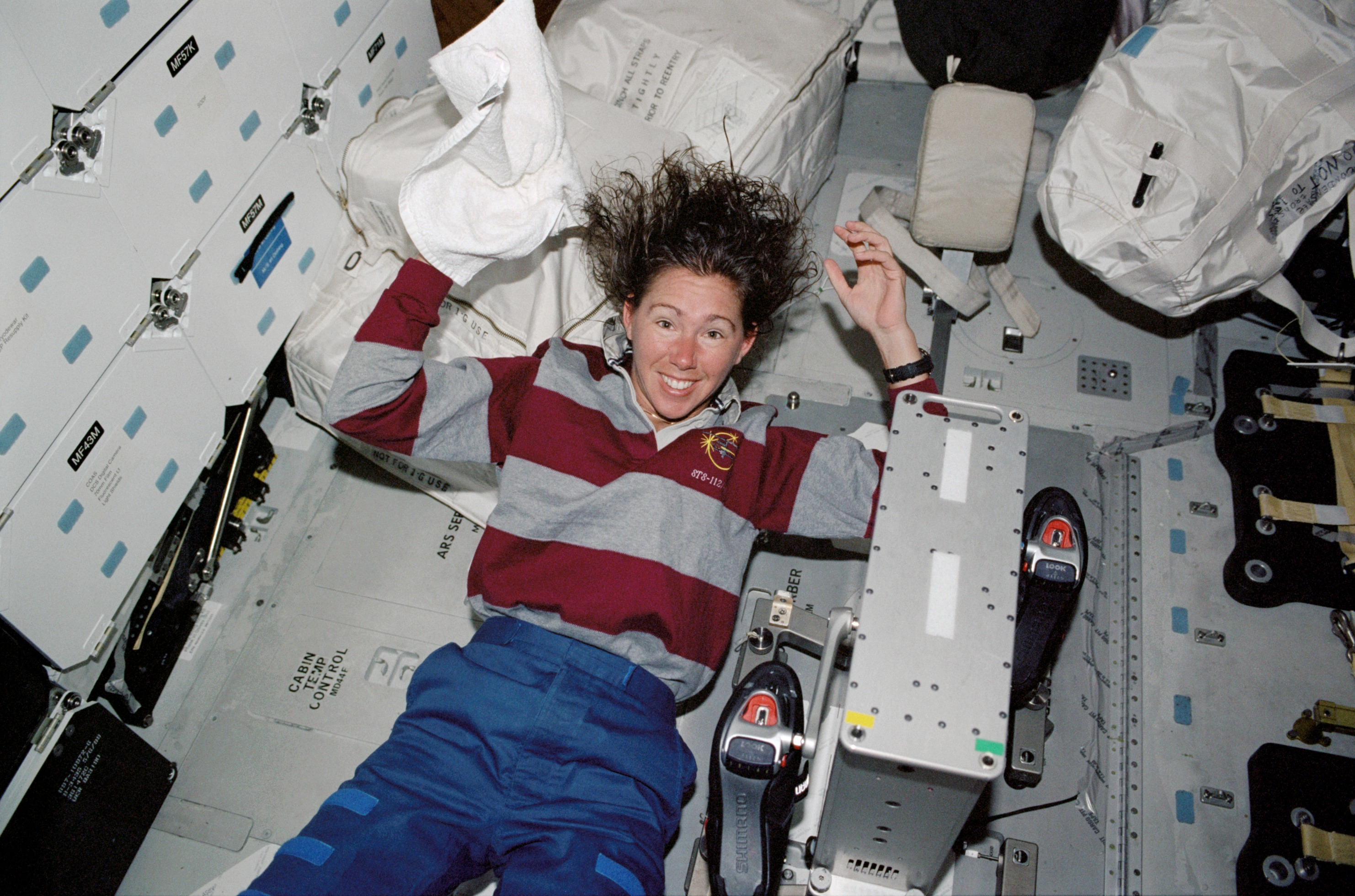
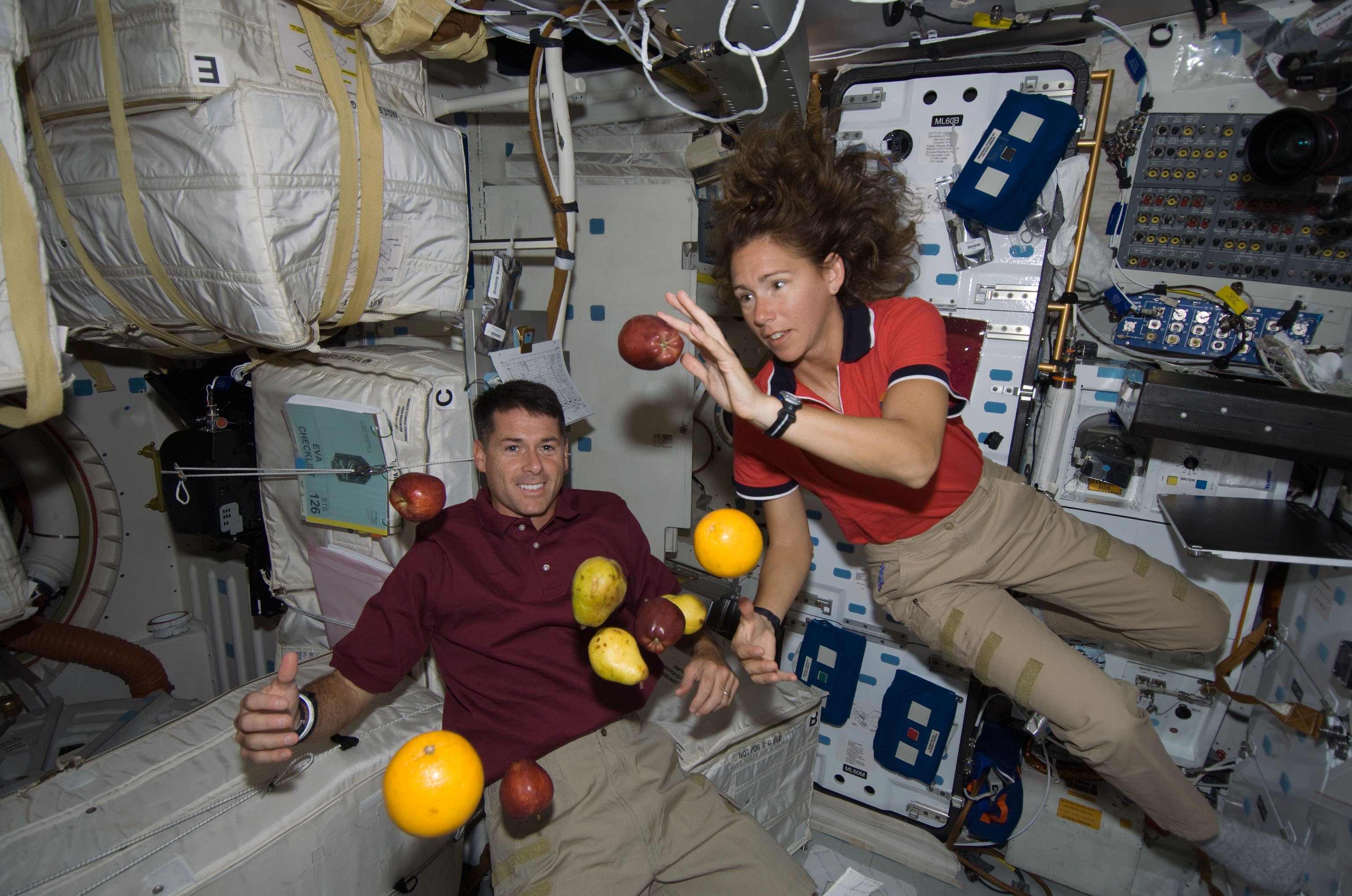
Sandra Magnus assieme a Kimbrough sullo Shuttle Endeavour
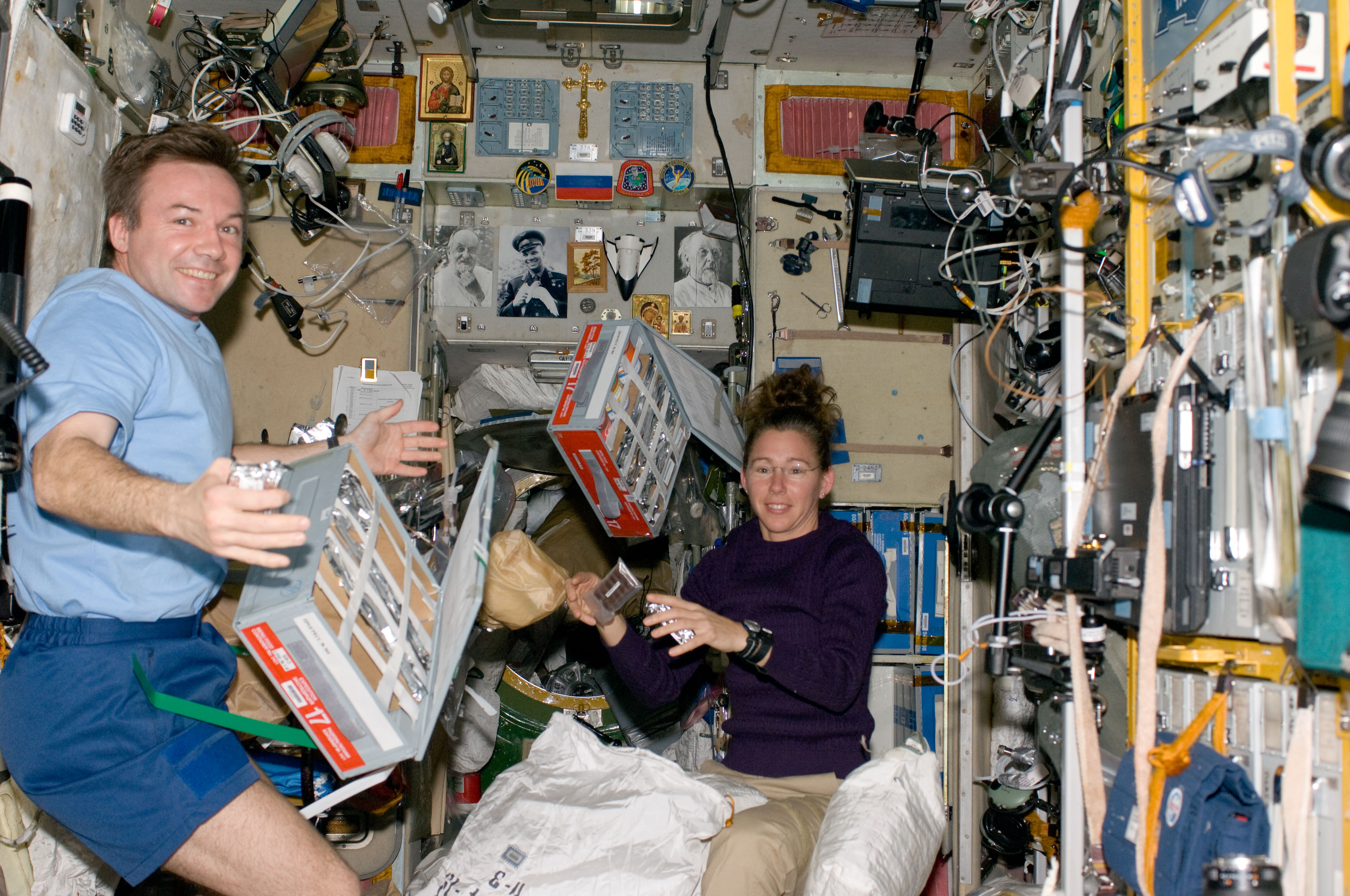
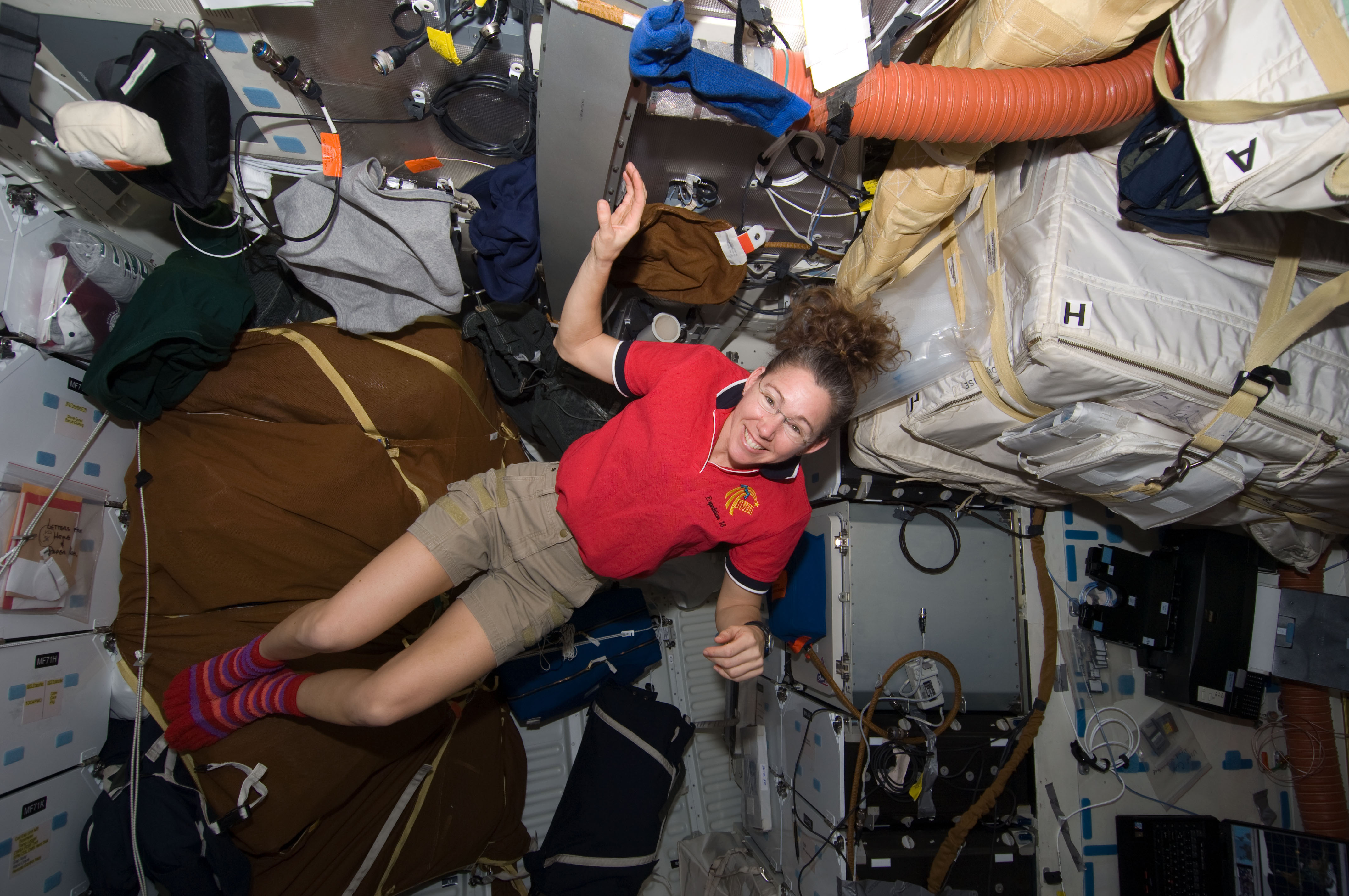
Sandra Magnus sullo Shuttle Discovery mentre è attraccato alla stazione
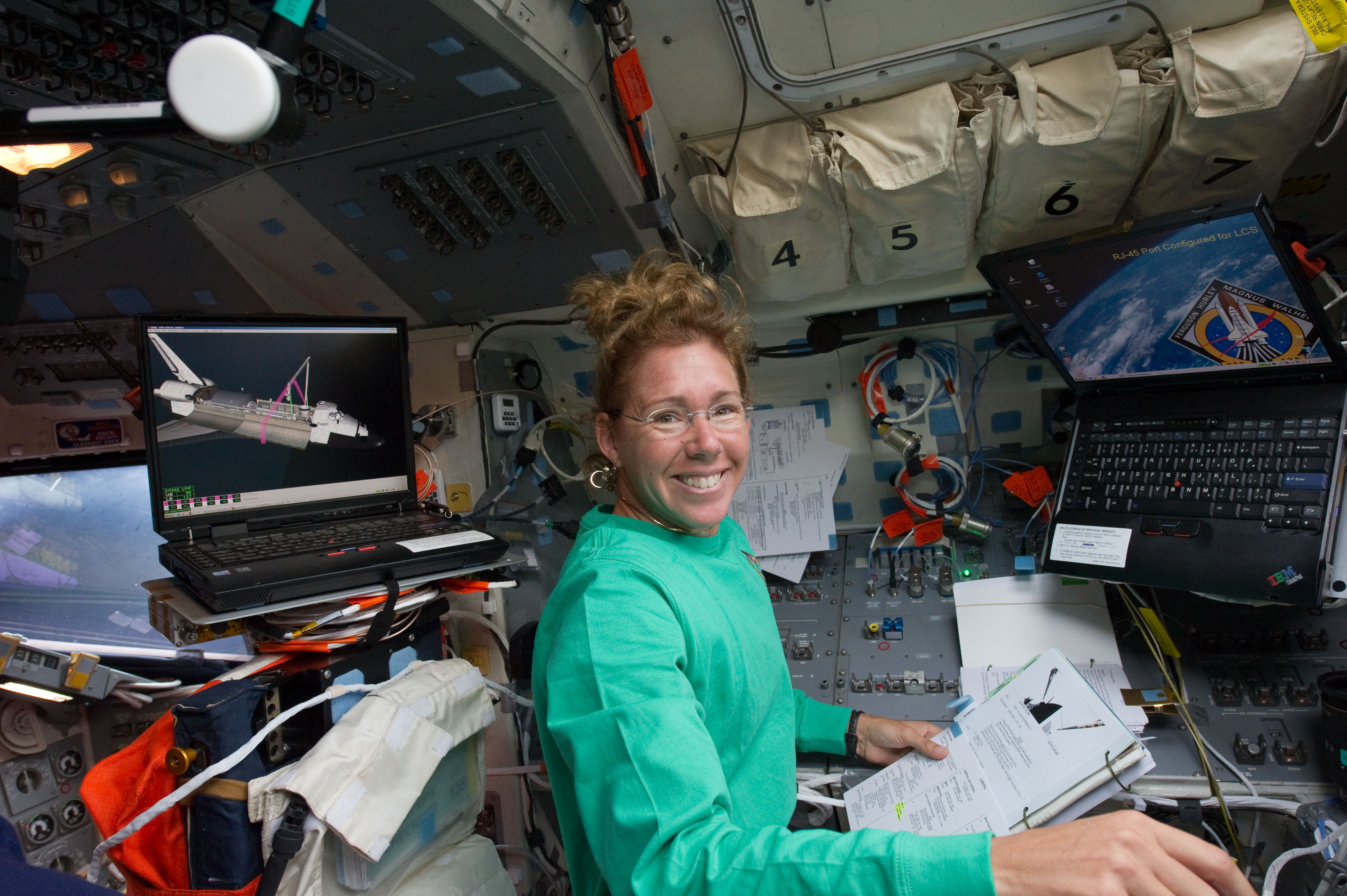